# Waldhof-Falkenstein

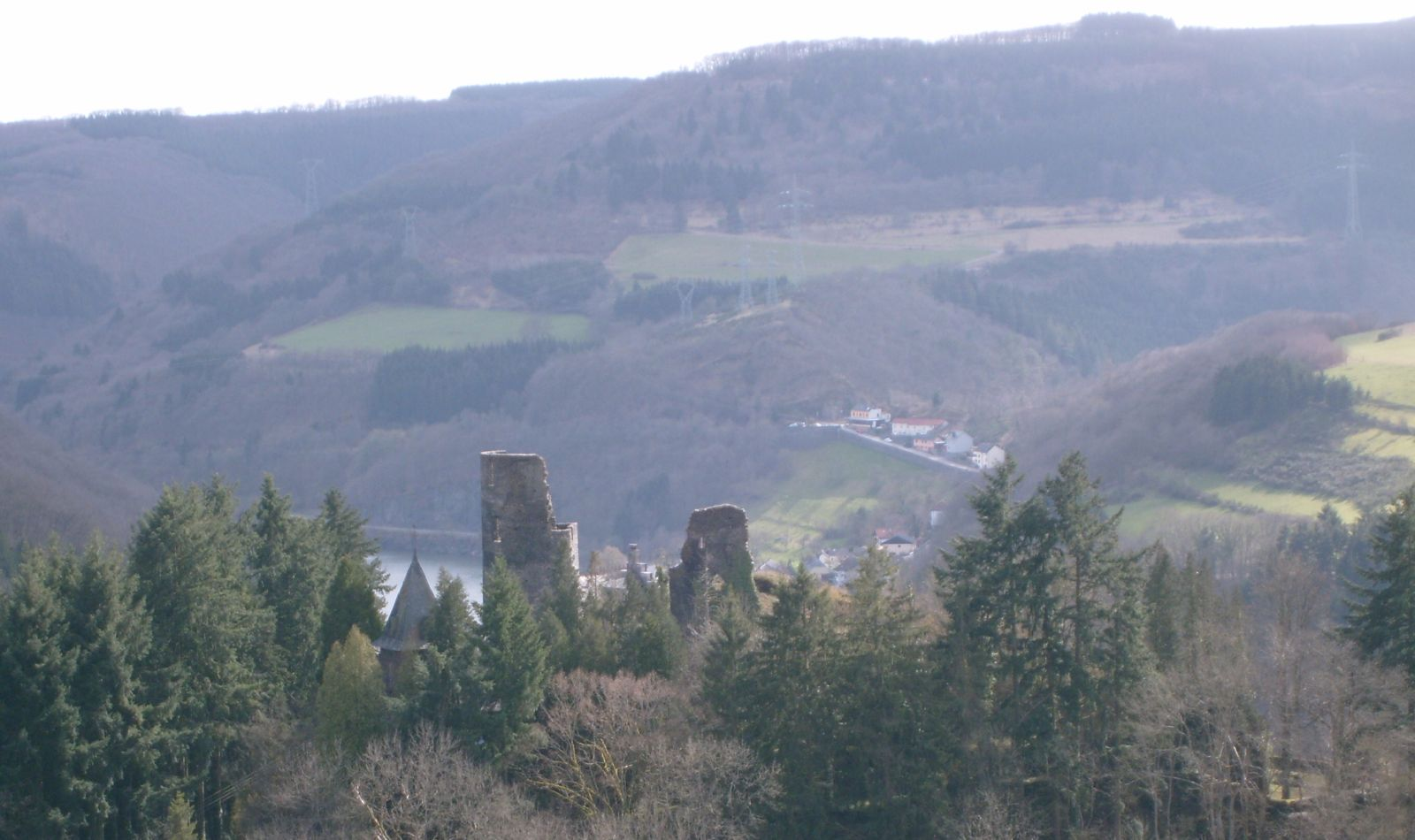
Blick auf Burg Falkenstein

Waldhof-Falkenstein ist eine Ortsgemeinde im Eifelkreis Bitburg-Prüm in Rheinland-Pfalz. Sie gehört der Verbandsgemeinde Südeifel an und liegt am Naturschutzgebiet Ourschleife/Falkenstein. Zu Waldhof-Falkenstein gehört die Burg Falkenstein.
Mit 20 Einwohnern ist Waldhof-Falkenstein eine der bevölkerungsärmsten Gemeinden Deutschlands sowie die kleinste mit einem Doppelnamen.

## Geschichte
Falkenstein wird erstmals 1173 als Burgsitz des Ludovicus de Falcunstein erwähnt. Die Kapelle des Ortes stammt aus der ersten Hälfte des 12. Jahrhunderts. Die Befestigungsanlagen der Burg Falkenstein wurden 1679 durch die Franzosen zerstört. Im Luxemburger Ortsverzeichnis des Jahres 1777 ist Falkenstein noch als Pfarrei bezeichnet. Die Kirche auf der Burg war nach dem Visitationsprotokoll aus dem Jahre 1761 in gutem Zustand, lediglich der Turm war reparaturbedürftig. Die Einwohner des Ortes Waldhof verdienten sich ihren Lebensunterhalt durch Arbeit auf der Burg. Die Burg war bis Ende des 18. Jahrhunderts Sitz der zum Herzogtum Luxemburg (Quartier Vianden) gehörenden Herrschaft Falkenstein.
Im Jahr 1794 hatten französische Revolutionstruppen die Österreichischen Niederlande, zu denen das Herzogtum Luxemburg gehörte, besetzt und im Oktober 1795 annektiert. Unter der französischen Verwaltung gehörte das Gebiet zum Kanton Vianden im Arrondissement Diekirch, der Teil des Departements der Wälder war.
Aufgrund der Beschlüsse auf dem Wiener Kongress wurde 1815 das vormals luxemburgische Gebiet östlich der Sauer und der Our dem Königreich Preußen zugeordnet. Unter der preußischen Verwaltung kam der Weiler Waldhof mit der Burg Falkenstein zur Bürgermeisterei Roth im Kreis Bitburg, der dem Regierungsbezirk Trier zugeordnet war.
Bevölkerungsentwicklung
Die Entwicklung der Einwohnerzahl von Waldhof-Falkenstein, die Werte von 1871 bis 1987 beruhen auf Volkszählungen:
| Jahr | Einwohner |
| ---- | --------- |
| 1815 | 36        |
| 1835 | 82        |
| 1871 | 85        |
| 1905 | 64        |
| 1939 | 41        |
| 1950 | 33        |
| 1961 | 30        |

| Jahr | Einwohner |
| ---- | --------- |
| 1970 | 33        |
| 1987 | 29        |
| 1997 | 38        |
| 2005 | 37        |
| 2011 | 32        |
| 2017 | 24        |

## Politik

### Gemeinderat
Der Ortsgemeinderat in Waldhof-Falkenstein besteht aus sechs Ratsmitgliedern, die bei der Kommunalwahl am 9. Juni 2024 in einer Mehrheitswahl gewählt wurden, und dem ehrenamtlichen Ortsbürgermeister als Vorsitzendem.
In der vorangegangenen Wahlperiode fand nach der regulären Kommunalwahl am 26. Mai 2019 am 13. September 2020 eine erneute Wahl statt, da nicht mehr alle Ratsmandate besetzt werden konnten. Nachdem zwei Wahltermine am 26. April und 7. Juni 2020 wegen der Corona-Pandemie abgesagt werden mussten, fand die Abstimmung im dritten Anlauf statt.

### Bürgermeister
Stefan Frickhofen wurde am 13. August 2019 Ortsbürgermeister von Waldhof-Falkenstein. Da für die am 13. September 2020 vorgesehene Direktwahl des Bürgermeisters kein Wahlvorschlag eingereicht wurde, oblag die Neuwahl gemäß rheinland-pfälzischer Gemeindeordnung dem Rat. Dieser bestätigte in der konstituierenden Sitzung am 23. November 2020 den bisherigen Ortsbürgermeister in seinem Amt. Für die Direktwahl am 9. Juni 2024 wurde erneut kein Wahlvorschlag eingereicht. Die Neuwahl des Bürgermeisters obliegt daher wieder dem neu gewählten Rat, dessen konstituierende Sitzung für den 20. August 2024 angesetzt wurde.
Frickhofens Vorgänger als Ortsbürgermeister war bis 2019 Dieter Hartmann.

## Kultur und Sehenswürdigkeiten
- Burg Falkenstein (Waldhof)
- Wanderrouten in und um Waldhof-Falkenstein[15]

Siehe auch: Liste der Kulturdenkmäler in Waldhof-Falkenstein